# Svensgöl (Älghults socken, Småland)
Svensgöl är en sjö i Uppvidinge kommun i Småland och ingår i Alsteråns huvudavrinningsområde. Sjön har en area på 0,0689 kvadratkilometer och ligger 146 meter över havet.

## Delavrinningsområde
Svensgöl ingår i det delavrinningsområde (631253-149501) som SMHI kallar för Mynnar i Alsterån. Medelhöjden är 167 meter över havet och ytan är 27,81 kvadratkilometer. Det finns inga avrinningsområden uppströms utan avrinningsområdet är högsta punkten. Bredabäck som avvattnar avrinningsområdet har biflödesordning 2, vilket innebär att vattnet flödar genom totalt 2 vattendrag innan det når havet efter 75 kilometer. Avrinningsområdet består mestadels av skog (95 %). Avrinningsområdet har 0,24 kvadratkilometer vattenytor vilket ger det en sjöprocent på 0,9 %.